# 대한민국-마셜 제도 관계
대한민국과 마셜 제도 양국은 1991년 4월 5일에 외교 관계를 수립하였다. 마셜 제도 정부는 수교 이후부터 주일본 마셜 제도 대사관에서 대한민국과 관련된 외교 임무를 겸임해 오다가, 2015년 12월 4일에 대한민국 서울에 주한 마셜 제도 대사관을 설립했다. 반대로 마셜 제도에 외교 공관을 설립하지 않은 대한민국 정부에서는 주피지 대한민국 대사관에서 마셜 제도와 관련된 외교 임무를 겸임한다. 대한민국 정부에서는 2023년 11월 7일에 주마셜 제도 대사관 개설을 결정했으나, 별다른 진척은 없는 상황이다.
제2차 세계 대전 당시 조선인들이 밀리 환초에 군속으로 강제 동원되었다. 약 800명~1,000명 정도의 조선인들이 강제로 동원되었으나, 68명 정도만 겨우 생존해서 귀향할 수 있었다.
양국 간 정상회담은 김영삼 대통령과 아마타 카부아 대통령 간 1995년에 이뤄졌고, 2023년에 한-태평양 도서국 정상회의에서 윤석열 대통령과 데이비드 카부아 대통령 간 이뤄졌다.

## 같이 보기
- 대한민국의 대외 관계
- 마셜 제도의 대외 관계
- 밀리 환초